# 이옥동
이옥동(1922년 6월 1일~2009년 2월 18일)은 대한민국의 정치인이다. 제4대 국회의원을 지냈다.

## 역대 선거 결과
|  | 52.37% |

|  | 12.81% |

|  | 6.79% |